# Helmut Adam

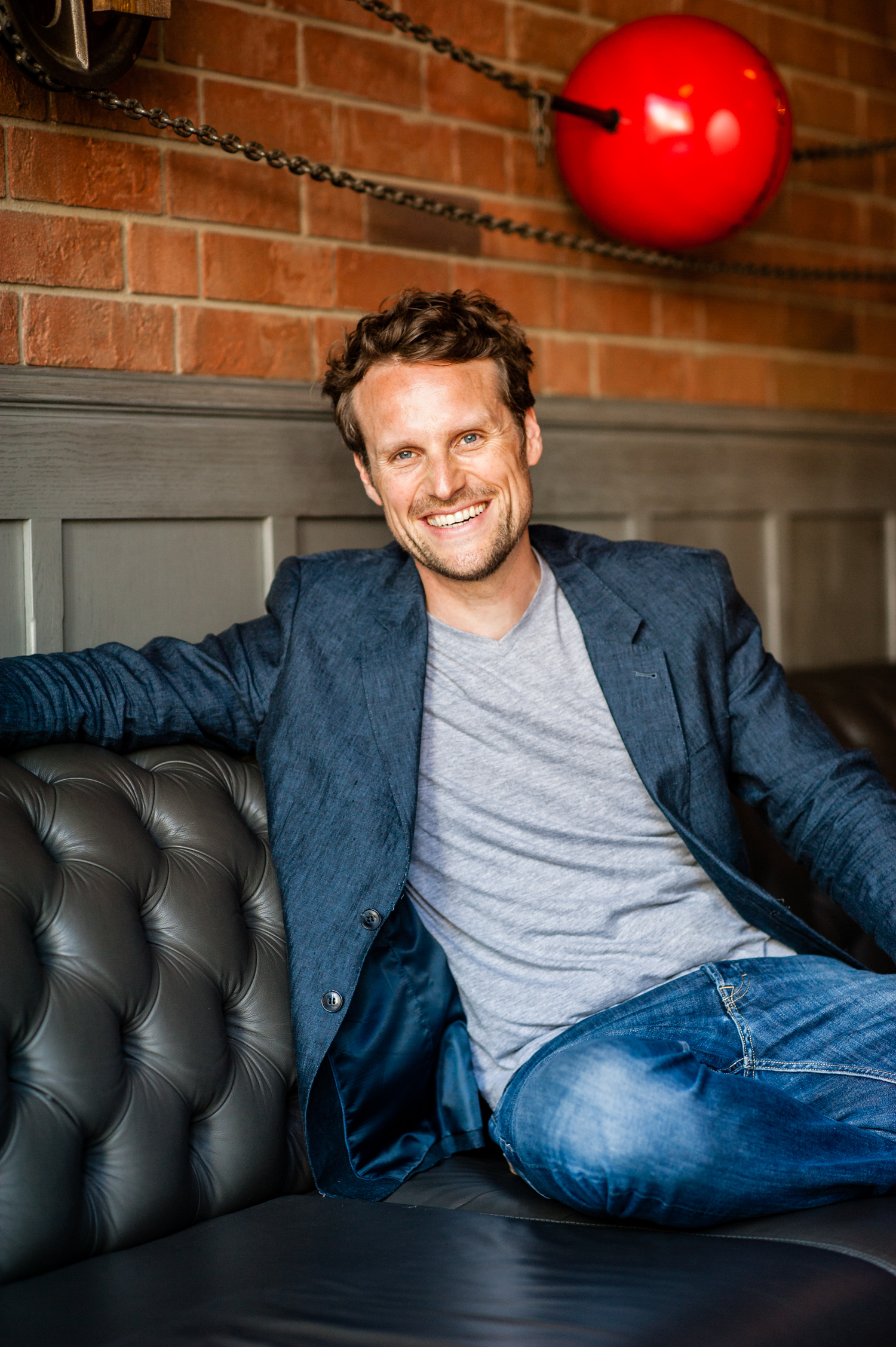
Helmut Adam (2014)

Helmut Adam (* 1973 in der Schweiz) ist ein deutscher Unternehmer, Sachbuchautor, Herausgeber der Zeitschriften Mixology – Magazin für Barkultur und des Fachmagazins Bier, Bars & Brauer.

## Leben
Nach einem Studium in Mainz arbeitete Helmut Adam zunächst als angestellter Barkeeper und später als Bar-Manager in Wien, London, Zürich und Berlin. Mit seinem Kollegen Jens Hasenbein gründete er 2002 Mixology, eine Zeitschrift für Barkeeper, Gastronomen, Barbesucher und die Spirituosenindustrie im deutschsprachigen Raum, deren erste Ausgabe 2003 erschien. Helmut Adam war bis 2007 Chefredakteur und fungiert noch heute (Stand: Anfang 2020) als Herausgeber. Zusätzlich betrieb er in den Jahren 2004 und 2005 zusammen mit seinem Kompagnon Hasenbein in Berlin eine eigene Bar. Wenngleich Hasenbein in dieser Zeit zum Gault Millau Barkeeper des Jahres gewählt wurde, war die Salzbar kommerziell nicht erfolgreich.
2007 veranstaltete Helmut Adam, ebenfalls mit Jens Hasenbein sowie dem damaligen Mixology-Mitarbeiter Bastian Heuser, erstmals den Bar Convent Berlin (BCB), eine Mischung aus Messe und Symposium für die Bar- und Spirituosenindustrie. Der BCB fand seitdem jährlich statt und verzeichnete 2014 nach Angaben der Veranstalter annähernd 10.000 Besucher. 
2015 wurde die Bar Convent GmbH an die Reed Exhibitions verkauft und gehört seither zum britischen Medienkonzern RELX Group
Der Mixology-Verlag firmierte in den Anfangsjahren als Adam/Hasenbein GbR und wurde 2010 in mehrere Gesellschaften überführt, an denen Helmut Adam beteiligt war und die er als einer der Geschäftsführer leitete: die Mixology Verlags GmbH für Publikationen und die Bar Convent GmbH als Messeveranstalter, die zusammen mit dem Onlineshop Cocktailian unter der Dachmarke Berlin Beverage Group auftraten. Der Onlineshop wurde Anfang 2019 geschlossen. Ende 2019 verkauften Adam und Hasenbein den Verlag und die damit verbundenen Marken (außer Cocktailian, inzwischen als Buchmarke weitergeführt) an den Meininger Verlag.

## Veröffentlichungen
Zusammen mit Jens Hasenbein und teilweise weiteren Co-Autoren hat Helmut Adam eine Reihe von Sachbüchern herausgegeben, darunter mehrere Mixbücher für Endverbraucher im Verlag Gräfe und Unzer sowie 2010 im Verlag Tre Torri das Bar-Handbuch Cocktailian, dem 2011 ein zweiter Band zu Rum und Cachaça und 2014 eine Ausgabe zu Bier und Craft Beer folgte. Zudem ist Adam Mitherausgeber des seit 2011 jährlich erscheinenden Mixology Bar Guide, einem Verzeichnis der deutschen Barlandschaft.